# Üksnurme
Üksnurme är en by i Estland. Den ligger i Saku kommun i landskapet Harjumaa. Üksnurme ligger 47 meter över havet och antalet invånare är 163.
Terrängen runt Üksnurme är mycket platt. Runt Üksnurme är det ganska glesbefolkat, med 32 invånare per kvadratkilometer. Närmaste större samhälle är Tallinn, 18 km nordost om Üksnurme. I omgivningarna runt Üksnurme växer i huvudsak blandskog.